# Zhabuye Chaka
Zhabuye Chaka (kinesiska: 扎布耶茶卡) är en saltsjö i Kina. Den ligger i den autonoma regionen Tibet, i den sydvästra delen av landet, omkring 710 kilometer väster om regionhuvudstaden Lhasa. Arean är 148 kvadratkilometer.
Genomsnittlig årsnederbörd är 533 millimeter. Den regnigaste månaden är juli, med i genomsnitt 115 mm nederbörd, och den torraste är december, med 9 mm nederbörd.